# Estat Lliure de Mecklenburg-Strelitz
L'Estat Lliure de Mecklenburg-Strelitz (en alemany: Freistaat Mecklenburg-Strelitz) va ser un Estat federat durant la República de Weimar (1918-1933). Es va crear el 1918 després de l'abdicació del Gran Duc de Mecklenburg-Strelitz Adolf Frederic VI a conseqüència de la revolució alemanya. Al 1933, després de l'inici del govern Nazi, va ser unit amb l'estat veí més gran de Mecklenburg-Schwerin per formar l'estat unit de Mecklenburg.

## Governants

### Presidents del Consell de Ministres
- 1918-1919 Peter Franz Stubmann (DDP)
- 1919-1919 Hans Krüger (SPD)

### Ministres-President
- 1919-1923 Kurt von Reibnitz (SPD)
- 1923-1928 Karl Schwabe (DNVP)
- 1928-1931 Kurt von Reibnitz (SPD)
- 1931-1933 Heinrich von Michael (DNVP)
- 1933-1933 Fritz Stichtenoth (NSDAP)

### Governadors del Reich (Reichsstatthalter)
- 1933-1933 Friedrich Hildebrandt